# Municipalità regionale della contea di Lac-Saint-Jean-Est
La municipalità regionale di contea di Lac-Saint-Jean-Est è una municipalità regionale di contea del Canada, localizzata nella provincia del Québec, nella regione di Saguenay-Lac-Saint-Jean.
Il suo capoluogo è Alma.

## Suddivisioni
City e Town
- Alma
- Desbiens
- Métabetchouan–Lac-à-la-Croix

Municipalità
- Hébertville
- Labrecque
- Lamarche
- Saint-Bruno
- Sainte-Monique
- Saint-Gédéon
- Saint-Henri-de-Taillon
- Saint-Ludger-de-Milot
- Saint-Nazaire

Parrocchie
- L'Ascension-de-Notre-Seigneu

Villaggi
- Hébertville-Station

Territori non organizzati
- Belle-Rivière
- Lac-Achouakan
- Lac-Moncouche
- Mont-Apica